# ULTRA BIDE
ULTRA BIDE（ウルトラ・ビデ）は、1978年に京都で結成された日本のアヴァンギャルド・パンク・バンド。早くから即興演奏などを取り入れ、後のパンク、ノイズ、サイケデリックなどの日本のアンダーグラウンドシーンに影響を与えた。

## 来歴
1978年、BIDE（ギター、ヴォーカル)、JOJO広重（ベース)、渡邉浩一郎（キーボード、ヴァイオリン、リード、エレクトロニクスほか）、Taiqui（ドラムス）の4人で「ULTRA BIDE」を結成。大阪難波ギャルソンにて初ライブを行った。
1979年、INU、アーント・サリー、SSと4バンド共同で、「東京ロッカーズ」に対して「関西 NO WAVE」として東京で連続公演を行った。しかし、ULTRA BIDEは年内いっぱいで活動を停止した。
1980年、INUの町田町蔵 が中心となりリリースされた関西バンドのオムニバスLP『DOKKIRI RECORD』にULTRA BIDEとして1曲参加。
その後、BIDEは「BIDE & VIBRATOR FATHERS」を結成し、コンチネンタル・キッズらとともに京都のライブ企画団体「BEAT CRAZY」などで活躍。渡邉浩一郎はマヘル・シャラル・ハシュ・バズの初期メンバーとしてなど精力的に活動を繰り広げたが、1990年に他界。ソロ・アルバム『まとめてアバヨを云わせてもらうぜ』も発表されている。Taiqui はAin Soph、あがた森魚バンドなどで活躍。そして、JOJO広重はノイズ・バンドの「非常階段」を結成し、アルケミーレコードを立ち上げた。
1984年、アルケミー・レコード最初の作品として、1978 - 1979年の渋谷屋根裏などでのライブ音源を集めたアルバム『THE ORIGINAL ULTRA BIDE』をリリース。
1986年、ニューヨークに渡ったBIDE（HIDÉに改名）は、現地にて「ULTRA BIDÉ」名義で活動を開始。2003年の帰国までニューヨークのアンダーグラウンド・シーンで活動し、アルバムやシングルを複数リリースした。
2003年、HIDE、JOJO広重、Taiquiのオリジナル・メンバー、そして渡邉浩一郎に代わりナスカ・カーの中屋浩市が集まり、東京、浜松、大阪のみで再結成ライブを行った。また、1979年の渋谷屋根裏、京大西部講堂でのライブ、「DOKKIRI RECORD」からの音源、当時の未発表スタジオ・レコーディング・テイクなどをまとめたアルバム『IMPROVISATION ANARCHY』をリリース。

## メンバー
- BIDE（HIDÉ）(ギター、ヴォーカル)
- JOJO広重(ベース)
- 渡邉浩一郎(キーボード、ヴァイオリン、リード、エレクトロニクスほか)
- Taiqui (ドラムス)

## ディスコグラフィー
アルバム
- 「THE ORIGINAL ULTRA BIDE」（1984）
- 「IMPROVISATION ANARCHY」（2003）

オムニバス・アルバム
- 「DOKKIRI RECORD」（1980）